# كوسوكي أكيوشي
كوسوكي أكيوشي (باليابانية: 秋吉耕佑) مواليد 12 يناير 1975 في كورومي، فوكوكا، هو متسابق دراجات نارية ياباني. نافس في بطولة العالم للموتو جي بي.

## روابط خارجية
- كوسوكي أكيوشي على موقع MotoGP.com (الإنجليزية)
- كوسوكي أكيوشي على موقع WorldSBK.com (الإنجليزية)
- كوسوكي أكيوشي على موقع AS.com (الإسبانية)